# 태풍 1428호
태풍 1428호는 1914년 9월 11일~12일에 당시 일제 치하였던 조선 (현재의 대한민국 및 북한) 을 내습한 태풍이다. 이 시대의 태풍은 아직 정식 이름이 없다. 그러나이 태풍은 1428 호라고 한다. 1428호는 '1914년에 발생한 태풍으로 일본이 조선에서 태풍 관측을 처음 시작한 이래 28번째 태풍'이라는 뜻이다.

## 기록

### 최대풍속
- 목포 37.9 m/s
- 인천 22.5 m/s
- 부산 18.1 m/s
- 강릉 14.7 m/s
- 대구 12.6 m/s

### 최저해면기압
- 목포 979.7 hPa
- 강릉 982.2 hPa
- 인천 984.6 hPa
- 서울 986.5 hPa
- 대구 987.7 hPa

일부 지역에서는 최대 순간 풍속이 50 m/s 에 도달했다.

## 피해
이 태풍에 의해, 전국에서 무려 432명이 사망하거나 실종되었다.
| 순위 | 태풍 번호 | 태풍 이름 | 사망·실종(명) |
| ---- | --------- | --------- | ------------- |
| 1위  | 3693      | 3693호    | 1,232         |
| 2위  | 2353      | 2353호    | 1,157         |
| 3위  | 5914      | 사라      | 849           |
| 4위  | 7214      | 베티      | 550           |
| 5위  | 2560      | 2560호    | 516           |
| 6위  | 1428      | 1428호    | 432           |
| 7위  | 3383      | 3383호    | 415           |
| 8위  | 8705      | 셀마      | 345           |
| 9위  | 3486      | 3486호    | 265           |
| 10위 | 0215      | 루사      | 246           |